# Aphis wellensteini
Aphis wellensteini är en insektsart som först beskrevs av Carl Julius Bernhard Börner 1950.  Aphis wellensteini ingår i släktet Aphis och familjen långrörsbladlöss.

## Underarter
Arten delas in i följande underarter:
- A. w. wellensteini
- A. w. caucasica